# Sneltrein

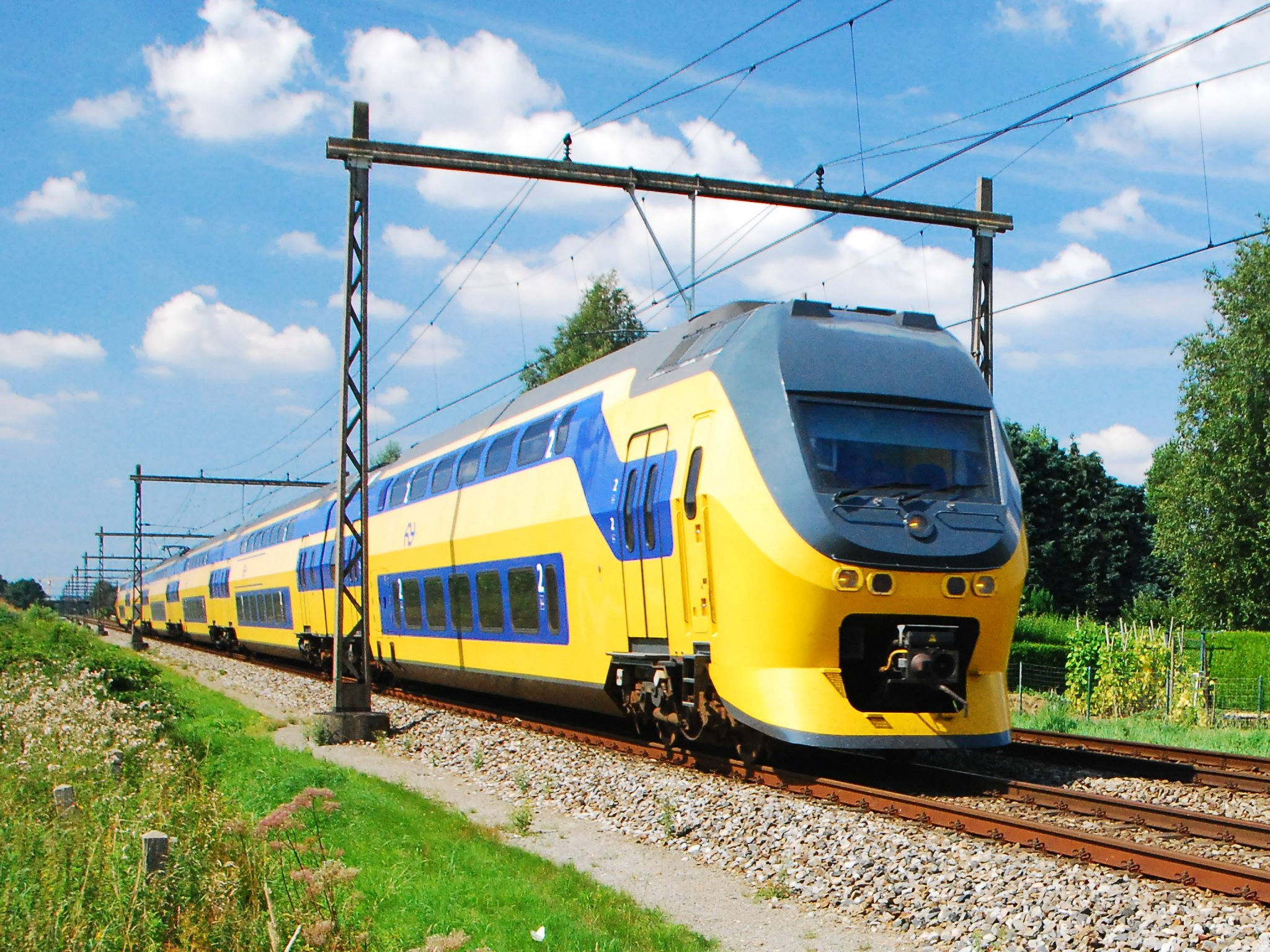
De DD-IRM die in Nederland veel als sneltrein werd gebruikt.

Sneltrein (gebruikt in Nederland) en InterRegio (gebruikt in België) zijn benamingen voor een treinsoort die niet bij alle tussenstations stopt, en een tussenvorm vormt tussen een stoptrein/L-trein en een intercity. In vergelijking met een stoptrein stopt een sneltrein in minder stations, maar in vergelijking met de intercity weer op meer plaatsen. Sneltreinen worden vooral ingezet voor de middellange afstand tussen grote en middelgrote stations. In principe stoppen sneltreinen in ieder geval in alle intercitystations op hun route. Een uitzondering was tot 10 december 2006 het Nederlandse station Voorburg: hier stopten wel intercity's, maar geen sneltreinen. 

## Benamingen in andere landen
Merk op dat de naam sneltrein niet in het hele Nederlandse taalgebied in deze betekenis begrepen wordt - in Vlaanderen wordt het woord begrepen als synoniem voor hogesnelheidstrein.
Hoe sneltreinen worden aangeduid verschilt per land. In verschillende Europese landen, waaronder België tot 2014, wordt de term InterRegio gebruikt. Tot 1984 was de naam hiervoor in België een 'Semidirect'. In België is er vanaf 2014 geen treinsoort IR of equivalent meer.
Ook in Duitsland werd de naam InterRegio door de Deutsche Bahn gebruikt voor sneltreinen die over grotere afstanden rijden dan de regionale (snel-)treinen, maar minder snel zijn dan intercitytreinen. Deze treinen waren vaak onrendabel en alle IR-treinen zijn om die reden opgeheven of vervangen door gesubsidieerde treinen van DB Regio; de rendabele IR-diensten zijn veelal vervangen door intercitytreinen. Ook in onder meer Zwitserland komt de treinsoort InterRegio voor. Regionale sneltreinen worden in deze landen aangeduid als Regional-Express (Duitsland) of Regioexpress (Zwitserland, afgekort: RE). In Nederland worden de regionale sneltreinen sinds 9 december 2018 ook aangeduid als RE (Regionale Express).

## Nederland
De treinsoort sneltrein (in het spoorboekje aangeduid met een S) komt voor op enkele gedecentraliseerde spoorlijnen voor treinen die niet op elk station stoppen.
Overzicht, met alle stations:
| Serie            | Treinsoort                                             | Route | Bijzonderheden |
| ---------------- | ------------------------------------------------------ | --- | --- |
| 3800 RE 20       | Sneltrein (Arriva)                                     | Zwolle – Dalfsen – Ommen – Mariënberg – Hardenberg – Coevorden – Nieuw Amsterdam – Emmen Zuid – Emmen                                                                                          | Onderdeel van Blauwnet. 1x per uur. |
| 13800 RE 20      | Sneltrein (Arriva)                                     | Zwolle – Dalfsen – Ommen – Hardenberg – Coevorden – Emmen Zuid – Emmen | Onderdeel van Blauwnet. Rijdt alleen tijdens de spits. |
| 18900 RE 18 S 43 | Sneltrein / Regional-Express / S-trein (Arriva / NMBS) | (Luik-Guillemins – Bressoux – Wezet – Eijsden – Maastricht Randwyck – ) Maastricht – Meerssen – Valkenburg – Heerlen – Landgraaf – Eygelshoven Markt – Herzogenrath – Aachen West – Aachen Hbf | Drielandentrein (LIMAX). Tussen Luik-Guillemins en Maastricht wordt 1x/uur gereden. Tussen Maastricht en Aachen wordt 2x/uur gereden.                                                                                 |
| 30400 RE 30      | Sneltrein (Arriva)                                     | Apeldoorn – Zutphen – Vorden – Ruurlo – Lichtenvoorde-Groenlo – Winterswijk West – Winterswijk                                                                                                 | Rijdt 's avonds van Zutphen naar Apeldoorn en van Apeldoorn naar Winterswijk. Rijdt in het weekend de gehele dag tussen Winterswijk en Apeldoorn. Stopt tussen Zutphen en Winterswijk op alle tussengelegen stations. |
| 37300 RE 1       | Sneltrein (Arriva)                                     | Leeuwarden – Feanwâlden – Buitenpost – Zuidhorn – Groningen | Stopt 2x/uur in Feanwâlden en alternerend in Buitenpost en Zuidhorn. |
| 37900 RE 6       | Sneltrein (Arriva)                                     | Groningen – Groningen Europapark – Scheemda – Winschoten | Rijdt enkel in de spitsuren. |
| 38000 RE 3       | Sneltrein (Arriva)                                     | Leeuwarden – Sneek Noord – Sneek | Spitstrein. |

### Geschiedenis
Sneltrein was in Nederland sinds de laatste decennia van de 19e eeuw de algemeen gebruikte benaming voor treinen die, in tegenstelling tot de stoptrein, in principe alleen stopten op de hoofdstations in de grotere steden. Bij de invoering van Spoorslag '70 verving de NS de naam in 1970 door intercity.
Twintig jaar later, in 1990, werd de treinsoort sneltrein opnieuw ingevoerd voor verbindingen die niet aan de normen voor intercitytreinen voldeden voor wat betreft gemiddelde snelheid en reizigerscomfort. Met ingang van de dienstregeling 2007 op 10 december 2006 is dit onderscheid tussen sneltrein en intercity weer losgelaten en is de term sneltrein op de meeste NS-trajecten verdwenen. 
Alle sneltreinen van NS zijn vervangen door een intercity. Tot december 2011 reden er nog sneltreinen tussen Amsterdam Centraal en Dordrecht/Breda, Amsterdam Centraal en Den Haag Centraal en tussen Hoorn en Haarlem/Den Haag Centraal. Sinds de ingang van de dienstregeling 2012 zijn deze sneltreinen vervangen door intercity's. Hetzelfde geldt ook voor de laatst nog bij NS rijdende sneltreinen Zwolle - Emmen, die sinds de ingang van de dienstregeling 2013 door Arriva zijn overgenomen. Sindsdien is de term sneltrein bij NS compleet verdwenen.